# Цементувальна сировина
Цементувáльна сировинá — мінеральні утворення, які використовуються для виробництва цементу.
Для виробництва 1 т цементного клінкера (напівпродукту, який одержується при випалюванні тонкоподрібненої суміші вапняку з глиною) витрачається 1,7-2,1 т основної мінеральної сировини середньої вологості, причому 75-82 % складає карбонатний компонент, 18-25 % глинистий. Усі інші види сировинних матеріалів (залізисті додатки, флюорит, фосфогіпс, кремнефтористий натрій) використовуються в значно менших кількостях. З природних утворень як додатки при меленні цементу широко застосовуються штучні гідравлічні додатки (доменні гранульовані шлаки, зола винесення сланців і вугілля при спалюванні їх у топках електростанцій), а також осадові та вулканічні гірські породи, а для регулювання строків тужавлення цементу — гіпс.
Розвідані запаси Ц.с. на території України містять Амвросіївське, Краматорське, Шебелинське, Добрянське, Здолбунівське, Гуменецьке, Бахчисарайське родовища.